# Achim von Arnim
Pour les articles homonymes, voir Arnim.
 (décembre 2008).
Si vous disposez d'ouvrages ou d'articles de référence ou si vous connaissez des sites web de qualité traitant du thème abordé ici, merci de compléter l'article en donnant les références utiles à sa vérifiabilité et en les liant à la section « Notes et références ».

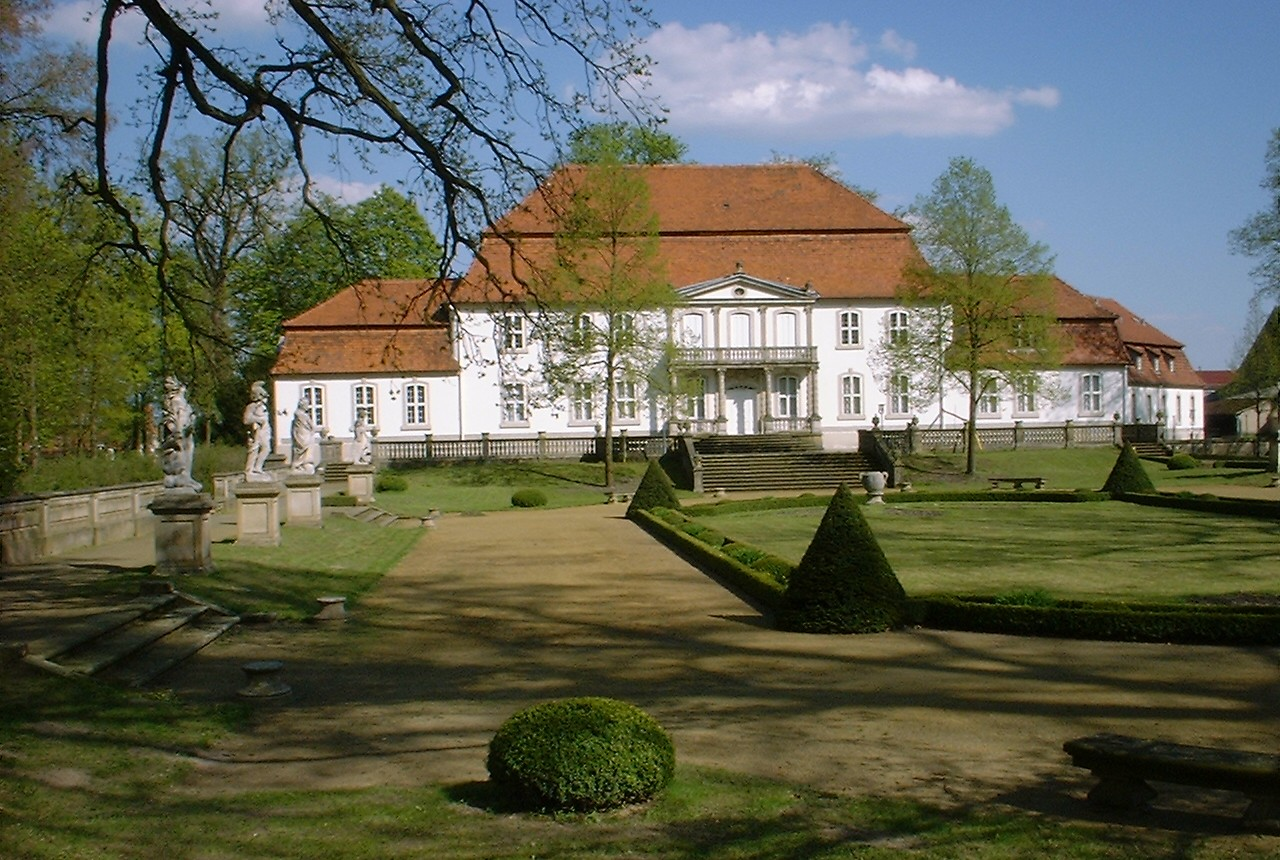
Le château de Wiepersdorf, ancien domaine des Arnim

Achim von Arnim, né Ludwig Joachim von Arnim le 26 janvier 1781 à Berlin et mort le 21 janvier 1831 à Wiepersdorf près de Jüterbog, est un romancier, chroniqueur, dramaturge et poète romantique prussien qui fit partie du Cénacle romantique de Heidelberg avec Görres, Creuzer et Clemens Brentano.

## Biographie
Achim von Arnim est issu d'une famille ancienne de la noblesse prussienne, les Arnim. Il passe son enfance et son adolescence à Berlin et à Zernikow. Il étudie le droit et les sciences naturelles à Halle et Göttingen de 1798 à 1801. 
Il commence à écrire dans des journaux de sciences naturelles, puis entreprend un voyage d'études à travers l'Europe, jusqu'en 1804.
Avec Clemens Brentano, dont il devient l'ami et le beau-frère par son mariage avec Bettina Brentano il publie Des Knaben Wunderhorn (« Le Cor merveilleux de l'enfant »), un recueil de chants populaires (Volkslieder) en trois tomes entre 1806 et 1808. Cette même année, il fonde le journal romantique Zeitung für Einsiedler (« Journal des ermites ») à Heidelberg.
De retour à Berlin en 1809, Achim von Arnim collabore aux Berliner Abendblätter (de) (« Feuilles berlinoises du soir ») et crée, le 18 janvier 1810, une formation politique qu'il appelle Deutsche Tischgesellschaft (« Salon allemand »).
D'octobre 1813 à février 1814, il est éditeur du quotidien berlinois Der Preußische Correspondent (« Le Correspondant prussien »). À partir de 1814, Achim von Arnim vit dans sa propriété à Wiepersdorf et contribue à la vie littéraire berlinoise par la production de nombreux articles et nouvelles que publient journaux et almanachs.

## Œuvres

### Poésie

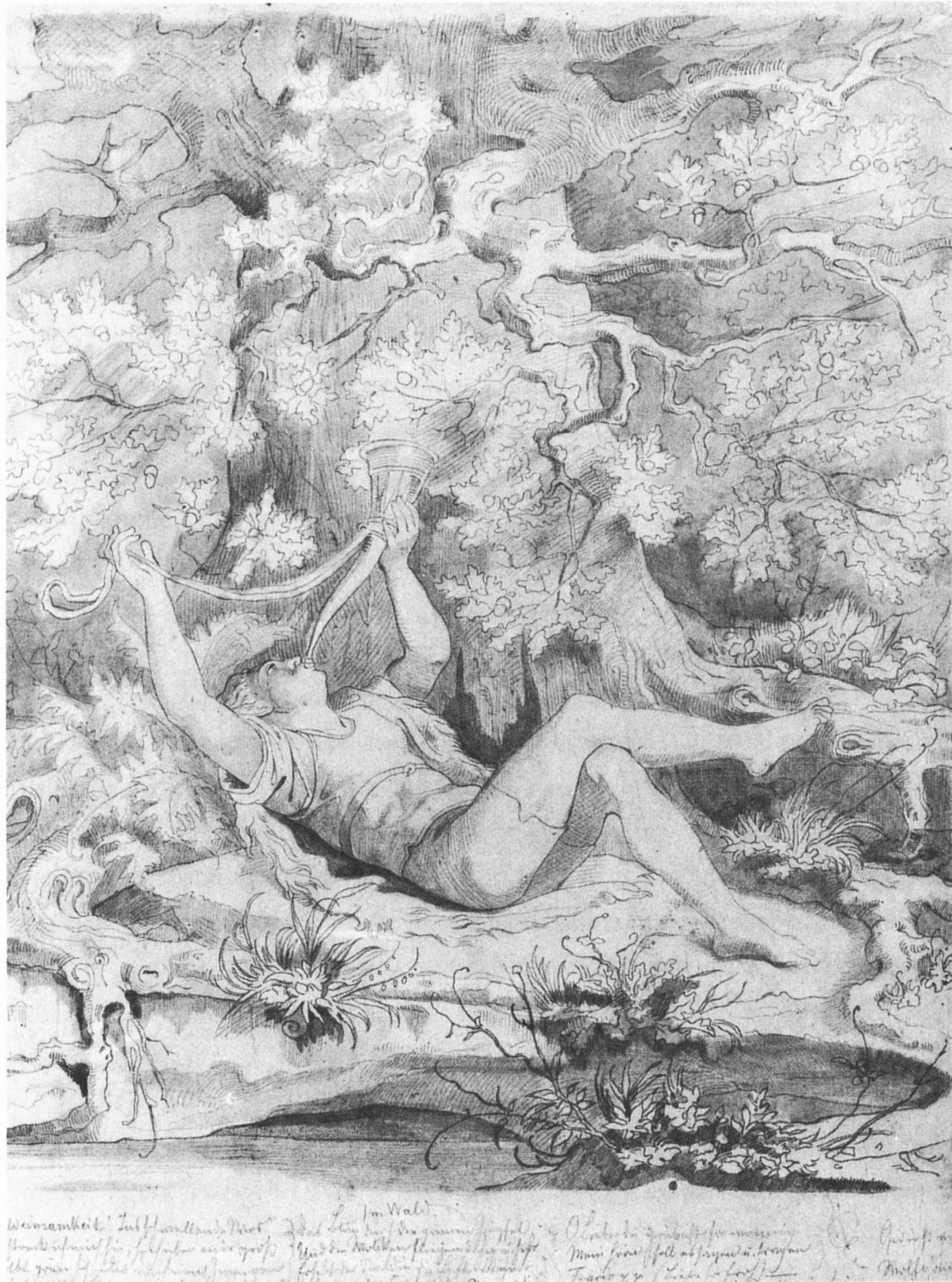
Illustration de Moritz von Schwind pour le recueil Des Knaben Wunderhorn

- Des Knaben Wunderhorn, 1806-1808, avec Clemens Brentano[note 2]
Publié en français sous le titre Le Cor merveilleux de l'enfant, traduit par Kza Han et Herbert Holl, Nantes, Éditions du Petit Véhicule, 1990 ; édition remaniée en 2002
- Kriegslieder, 1806
- Gedichte, 1856 (publication posthume, augmentée d'inédits en 1976)

### Pièces de théâtre
- Halle und Jerusalem (Halle et Jérusalem), 1811
- Schaubühne, 1813
- Die Gleichen, 1819
- Die Päpstin Johanna, 1846 (publication posthume)

### Romans
- Hollin's Liebeleben, 1802
- Ariel's Offenbarungen, 1804
- Armut, Reichtum, Schuld und Buße der Gräfin Dolores, 1810
- Die Kronenwächter. Bertholds erstes und zweites Leben, 1817 (ouvrage inachevé)

### Nouvelles
- Aloys und Rose, 1803
- Erzählungen von Schauspielen, 1803
- Mistris Lee, 1809 Publié en français sous le titre Mistris Lee, traduction de Jean-Claude Schneider, dans Romantiques allemands vol. 2, Paris, Gallimard, Bibliothèque de la Pléiade, 1973 Publié en français sous le titre Mrs Lee, traduit par Armand Robin, Bécherel, Les Perséides, « La Lune attique » no 11, 2006
- Der Wintergarten (Le Jardin d'hiver), 1809
- Isabella von Ägypten, Kaiser Karl des Fünften erste Jugendliebe, 1812 Publié en français sous le titre Isabelle d'Égypte dans Contes bizarres, traduit par Théophile Gautier fils, Paris, Michel Lévy, 1856 Publié en français sous le titre Isabelle d'Égypte. Le premier amour de jeunesse de l'empereur Charles Quint, traduction de René Guignard, Paris, Aubier, 1950 ; réédition dans Isabelle d'Égypte et autres récits, Paris, Gallimard, Folio no 1498, 1983
- Melück Maria Blainville, 1812 Publié en français sous le titre Melück Maria Blainville dans Contes bizarres, traduit par Théophile Gautier fils, Paris, Michel Lévy, 1856 Publié en français sous le titre Meluck Marie Blainville, traduction de Jean-Claude Schneider, dans Romantiques allemands vol. 2, Paris, Gallimard, Bibliothèque de la Pléiade, 1973 ; réédition dans Isabelle d'Égypte et autres récits, Paris, Gallimard, Folio no 1498, 1983
- Die drei liebreichen Schwestern und der glückliche Färber, 1812
- Angelika, die Genueserin, und Cosmus, der Seilspringer, 1812
- Die Einquartierung im Pfarrhause, 1817
- Frau von Saverne, 1817 Publié en français sous le titre Madame de Saverne, traduction de Henri Thomas, dans Romantiques allemands vol. 2, Paris, Gallimard, Bibliothèque de la Pléiade, 1973
- Die Weihnachts-Ausstellung, 1817
- Der Tolle Invalide auf dem Fort Ratonneau, 1818 Publié en français sous le titre L'Invalide du Fort Rappeneau dans Contes bizarres, traduit par Théophile Gautier fils, Paris, Michel Lévy, 1856 Publié en français sous le titre L'Invalide fou, traduction d'Albert Béguin, Paris, Fontaine, « L'Âge d'or » no 7, 1950 ; réédition dans Isabelle d'Égypte et autres récits, Paris, Gallimard, Folio no 1498, 1983
- Seltsames Begegnen und Wiedersehen, 1818 Publié en français sous le titre Hasard des rencontres et des retrouvailles, traduction de Jean Lambert, dans Romantiques allemands vol. 2, Paris, Gallimard, Bibliothèque de la Pléiade, 1973
- Die zerbrochene Postkutsche, 1818
- Juvenis, 1818
- Fürst Ganzgott und Sänger Halbgott, 1818 Publié en français sous le titre Le Prince Toutdieu et le Ténor Demidieu, traduction de Jean-Claude Schneider, dans Romantiques allemands vol. 2, Paris, Gallimard, Bibliothèque de la Pléiade, 1973
- Die Majoratsherren, 1820 Publié en français sous le titre Les Héritiers du majorat dans Contes bizarres, traduit par Théophile Gautier fils, Paris, Michel Lévy, 1856 Publié en français sous le titre Les Héritiers du majorat, traduction d'Armel Guerne, dans l'anthologie Les Romantiques allemands, Paris, éditions Desclée de Brouwer, 1956 et 1963; réédition, Paris, Phébus, « Libretto » no 177, 2004 Publié en français sous le titre Les Héritiers du majorat, traduction d'Henri Thomas, dans Romantiques allemands vol. 1, Paris, Gallimard, Bibliothèque de la Pléiade, 1973 ; réédition sous le titre Isabelle d'Égypte et autres récits, Paris, Gallimard, Folio no 1498, 1983
- Owen Tudor, 1820
- Die Kirchenordnung, 1822
- Raffael und seine Nachbarinnen, 1824
- Die Verkleidungen des französischen Hofmeisters und seines deutschen Zöglings, 1824
- Metamorphosen der Gesellschaft, 1826
- Die Ehenschmiede, 1839
- Martin Martir, 1841 (œuvre posthume inachevée) Publié en français sous le titre Martin Martir, traduction de Jean Lambert, dans Romantiques allemands vol. 1, Paris, Gallimard, Bibliothèque de la Pléiade, 1973 ; réédition sous le titre Isabelle d'Égypte et autres récits, Paris, Gallimard, Folio no 1498, 1983

### Correspondance
- Freundschaftsbriefe (1998), publication posthume